# Bruno Matheus
Bruno Pereira Matheus (Santos, 15 de junho de 1986) é um triatleta brasileiro.
Integrou a equipe brasileira que disputou os Jogos Pan-Americanos de 2011, em Guadalajara (México).